# 藤原公経
藤原 公経（（ふじわら の きんつね）は、平安時代中期から後期にかけての貴族。藤原南家巨勢麻呂流、宮内少輔・藤原成尹の長男。叔父の権中納言・藤原重尹の養子。官位は従四位上・主殿頭。

## 経歴
若い頃は河内国の古寺の沙門で、公泰と号したという。
のち還俗して叔父の権中納言・重尹の養子となり、文章生に補せられる。後朱雀朝の長久3年（1042年）勘解由判官に任官すると、式部少丞を経て、後冷泉朝の天喜2年（1054年）巡爵により従五位下・加賀権守に叙任されるが、同年中に中務権大輔として京官に遷った。康平2年（1059年）中務権大輔の功労により従五位上に陞叙。
後三条朝初頭の延久元年（1069年）少納言に任ぜられると、白河朝でも引き続き少納言を務めながら、延久5年（1073年）に正五位下、承保2年（1075年）には従四位下と順調に昇進した。応徳2年（1085年）主殿頭に任ぜられると、これを終生務め上げる一方、白河院政期に入ると寛治3年（1089年）越中介、嘉保3年（1096年）河内守と地方官も兼ねている。永長2年（1097年）従四位上に至った。
承徳3年（1099年）7月23日卒去。最終官位は従四位上行主殿頭兼河内守。

## 人物
生まれつき世事に染まらず、吟詠をよくした。また、書や和歌にも通じた。古寺にいた際は戒行を欠くことはなく、修錬を怠ることは決してできなかったという。和歌は1首ながら、『後拾遺和歌集』に残っている。また、寛治元年（1087年）に行われた御讀書始では点図を書くなど、文の清書なども務めている。

## 官歴
『本朝世紀』による。
- 時期不明：文章生
- 長久3年（1042年） 正月：勘解由判官
- 永承6年（1051年） 正月27日：式部少丞
- 天喜2年（1054年） 正月5日：従五位下（式部労）。2月23日：加賀権守。11月29日：中務権大輔
- 康平2年（1059年） 正月2日：従五位上（輔労）
- 延久元年（1069年） 12月：少納言
- 延久5年（1073年） 正月：正五位下（給事中労）
- 承保2年（1075年） 正月5日：従四位下
- 応徳2年（1085年） 12月16日：主殿頭
- 寛治3年（1089年） 正月24日：越中介
- 嘉保3年（1096年） 4月：河内守
- 永長2年（1097年） 正月5日：従四位上
- 承徳3年（1099年） 7月23日：卒去（従四位上行主殿頭兼河内守）

## 系譜
- 父：藤原成尹
- 母：源光忠の娘
- 妻：大江朝通の娘
  - 男子：藤原章綱